# Abadia de Newbattle

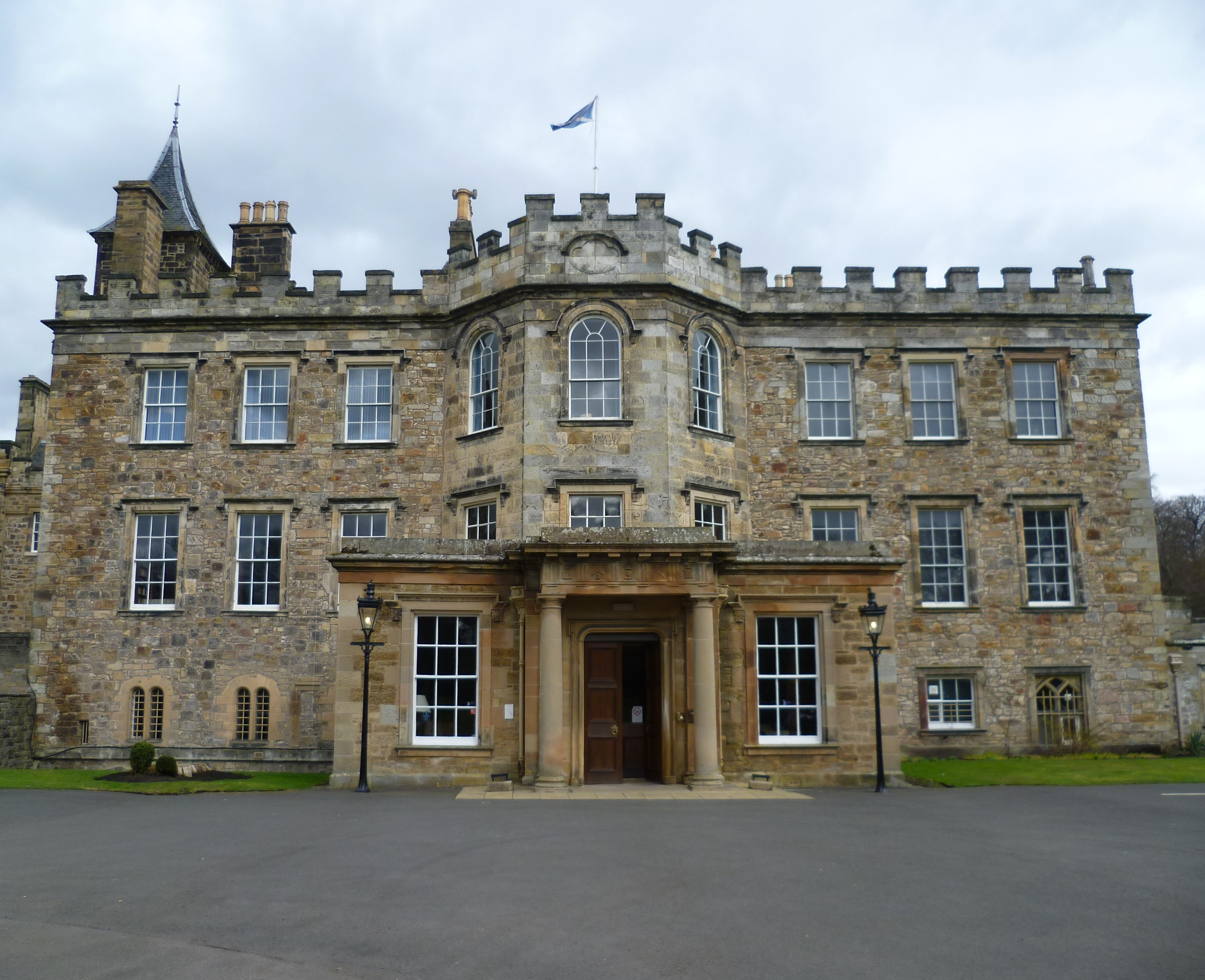
Abadia de Newbattle, 2011, Escócia.

A Abadia de Newbattle (em inglês:  Newbattle Abbey) é um mosteiro da Ordem de Cister localizada em Newbattle, Midlothian, Escócia.
Foi construído no mesmo local de um outro mosteiro da mesma ordem do século XII.
Encontra-se classificada na categoria "A" do "listed building" desde 22 de janeiro de 1971.